# Kanton Limoges-Centre
Kanton Limoges-Centre (francouzsky Canton de Limoges-Centre) je francouzský kanton v departementu Haute-Vienne v regionu Limousin. Tvoří ho pouze část města Limoges.